# パシフィックグランプリ (ロードレース)

ツインリンクもてぎ ロードコース

パシフィックグランプリ（パシフィックGP、Pacific Grand Prix）は、2000年から2003年までロードレース世界選手権の一戦として栃木県のツインリンクもてぎにて開催されたオートバイレースのイベントである。
1999年、前年までの鈴鹿サーキットに代わって、ツインリンクもてぎで初めて日本グランプリが開催された。当初はもてぎと鈴鹿で、隔年で日本GPを持ち回りする予定だったが、もてぎでの開催実績が良好だったことから、翌2000年からは鈴鹿でのGPを春に日本GP、もてぎでのGPを秋に「パシフィックグランプリ」として開催することとなった。
しかし2003年、鈴鹿の日本GPでの加藤大治郎の死亡事故を受けて、翌シーズン以降は鈴鹿でのグランプリは中止となった。これにより2004年からは、ツインリンクもてぎでのGPが「日本グランプリ」の名称で開催されている。

## 歴代優勝者
| 年   | サーキット | 125cc                            | 250cc                        | 500cc                            | 結果 |
| ---- | ---------- | -------------------------------- | ---------------------------- | -------------------------------- | ---- |
| 2000 | もてぎ     | ロベルト・ロカテリ（アプリリア） | 加藤大治郎（ホンダ）         | ケニー・ロバーツJr.（スズキ）    | 詳細 |
| 2001 | もてぎ     | 宇井陽一（デルビ）               | 原田哲也（アプリリア）       | バレンティーノ・ロッシ（ホンダ） | 詳細 |
| 年   | サーキット | 125cc                            | 250cc                        | MotoGP                           | 結果 |
| 2002 | もてぎ     | ダニ・ペドロサ（ホンダ）         | トニ・エリアス（アプリリア） | アレックス・バロス（ホンダ）     | 詳細 |
| 2003 | もてぎ     | エクトル・バルベラ（アプリリア） | トニ・エリアス（アプリリア） | マックス・ビアッジ（ホンダ）     | 詳細 |